# Fritz Keller
Frédéric „Fritz” Keller (ur. 21 sierpnia 1913 w Strasburgu, zm. 8 czerwca 1985 tamże) – francuski piłkarz, reprezentant kraju. 

## Kariera klubowa
Keller urodził się w Strasburgu. Swoją karierę piłkarską rozpoczął w 1933 w zespole RC Strasbourg. W pierwszym sezonie w barwach tej drużyny strzelił 22 bramki, czym mocno przyczynił się do awansu do Première Division. RC Strasbourg z Kellerem w składzie został wicemistrzem Première Division w sezonie 1934/35, a sam zawodnik w 30 spotkaniach ligowych strzelił 21 bramek. Oprócz sukcesów ligowych, Keller zagrał ze Strasbourgiem w finale Pucharu Francji w sezonie 1936/37, w którym drużyna musiała uznać wyższość FC Sochaux-Montbéliard. Łącznie przez 6 lat gry dla RC Strasbourg Keller zagrał w 149 spotkaniach, w których strzelił 76 bramek. 
Wybuch II wojny światowej spowodował przerwanie rozgrywek ligowych we Francji. Od 1940 Keller grał dla występującego w Gauliga Elsaß SG SS Straßburg. Po 4 latach gry dla SG SS przeżył dwuletni rozbrat z piłką. W 1946 zaczął grać w amatorskim FC Saverne. Trzy lata później, w 1949, zakończył karierę piłkarską. 
| Sezon   | Klub            | Kraj       | Rozgrywki         | Mecze | Bramki |
| ------- | --------------- | ---------- | ----------------- | ----- | ------ |
| 1933/34 | RC Strasbourg   | Francja    | Division 2        | 25    | 22     |
| 1934/35 | RC Strasbourg   | Francja    | Première Division | 30    | 21     |
| 1935/36 | RC Strasbourg   | Francja    | Première Division | 17    | 5      |
| 1936/37 | RC Strasbourg   | Francja    | Première Division | 25    | 9      |
| 1937/38 | RC Strasbourg   | Francja    | Première Division | 30    | 13     |
| 1938/39 | RC Strasbourg   | Francja    | Première Division | 22    | 6      |
| 1939/40 |                 |            |                   |       |        |
| 1940/41 | SG SS Straßburg | III Rzesza | Gauliga Elsaß     |       |        |
| 1941/42 | SG SS Straßburg | III Rzesza | Gauliga Elsaß     |       |        |
| 1942/43 | SG SS Straßburg | III Rzesza | Gauliga Elsaß     |       |        |
| 1943/44 | SG SS Straßburg | III Rzesza | Gauliga Elsaß     |       |        |
| 1944/45 |                 |            |                   |       |        |
| 1945/46 |                 |            |                   |       |        |
| 1946/47 | FC Saverne      | Francja    |                   |       |        |
| 1947/48 | FC Saverne      | Francja    |                   |       |        |
| 1948/49 | FC Saverne      | Francja    |                   |       |        |

## Kariera reprezentacyjna
Keller zadebiutował w reprezentacji Francji 10 maja 1934 w meczu przeciwko Holandii, wygranym 5:4. Keller zdobył w tym spotkaniu bramkę. W tym samym roku został powołany na Mistrzostwa Świata. Wystąpił w spotkaniu z reprezentacją Austrii, jednak jego drużyna przegrała 2:3, odpadając z turnieju w pierwszej rundzie. 
Po raz ostatni w reprezentacji zagrał 21 marca 1937 w meczu przeciwko Niemcom, przegranym 0:4. Łącznie Keller w latach 1934–1937 wystąpił w 8 spotkaniach reprezentacji Francji, w których strzelił 3 bramki.
| Mecze i gole w reprezentacji | Mecze i gole w reprezentacji | Mecze i gole w reprezentacji | Mecze i gole w reprezentacji | Mecze i gole w reprezentacji | Mecze i gole w reprezentacji | Mecze i gole w reprezentacji |
| #                            | Data                         | Miasto                       | Przeciwnik                   | Gol                          | Wynik                        | Rozgrywki                    |
| ---------------------------- | ---------------------------- | ---------------------------- | ---------------------------- | ---------------------------- | ---------------------------- | ---------------------------- |
| 1.                           | 10.05.1934                   | Amsterdam                    | Holandia                     | Gol                          | 5:4                          | towarzyski                   |
| 2.                           | 27.05.1934                   | Turyn                        | Austria                      |                              | 2:3                          | MŚ 1934                      |
| 3.                           | 16.12.1934                   | Paryż                        | Jugosławia                   |                              | 3:2                          | towarzyski                   |
| 4.                           | 17.02.1935                   | Rzym                         | Włochy                       | Gol                          | 1:2                          | towarzyski                   |
| 5.                           | 19.05.1935                   | Colombes                     | Węgry                        |                              | 2:0                          | towarzyski                   |
| 6.                           | 13.12.1936                   | Paryż                        | Jugosławia                   | Gol                          | 1:0                          | towarzyski                   |
| 7.                           | 21.02.1937                   | Bruksela                     | Belgia                       |                              | 1:3                          | towarzyski                   |
| 8.                           | 21.03.1937                   | Stuttgart                    | Niemcy                       |                              | 0:4                          | towarzyski                   |

## Sukcesy
RC Strasbourg
- Wicemistrzostwo Première Division (1): 1934/35
- Finał Pucharu Francji (1): 1936/37